# صالح الجبواني
صالح الجبواني هو سياسي يمني، كان يشغل منصب وزير النقل منذ 24 ديسمبر 2017.  وحتى 18 ديسمبر 2020
| المناصب السياسية           | المناصب السياسية                            | المناصب السياسية                |
| -------------------------- | ------------------------------------------- | ------------------------------- |
| سبقه مراد علي محمد عبدالحي | وزير النقل ‏ 24 ديسمبر 2017 - 18 ديسمبر 2020 | تبعه د.عبدالسلام صالح حميد هادي |